# Pasquale Bini
Pasquale Bini (Pesaro, 21 giugno 1716 – Pesaro, aprile 1770) è stato un violinista e compositore italiano.
In vita era anche noto con il soprannome di Pasqualino.

## Biografia
All'età di 15 anni, grazie alla protezione del quale godeva da parte del Cardinale Olivieri, venne mandato a Padova dove studiò sotto la guida di Giuseppe Tartini, città nel quale rimase tre anni. Successivamente fu a Roma, dove egli suonò così eccellentemente che voci dell'epoca sostengono che causò la morte per imbarazzo del violinista Antonio Montanari. Tornò a Padova per continuare i propri studi con Tartini, ma costui rifiutò dato che non intendeva più insegnare ad altri allievi eccetto a Pietro Nardini. Quindi l'anno successivo Bini tornò a Roma, dove nel 1738, anno in cui morì il Cardinale Olivieri, il violinista entrò al servizio del Cardinale Acquaviva Troiano. Dopo la morte di quest'ultimo nel 1747, Bini non più interessato nel rimanere a Roma, tornò nella natia Pesaro. Ivi Bini vi  rimase fino al 1754 dedicandosi all'insegnamento e suonando nel locale Teatro del Sole, quando entrò al servizio del Duca di Württemberg come direttore dei concerti e della musica da camera in cambio di un lauto compenso. Rimase dunque a Stoccarda fino al 1759, anno in cui tornò definitivamente a Pesaro, dove morirà qualche anno più tardi per dei "disturbi cerebrali".

## Considerazioni sull'artista
Bini fu un raffinato violinista, ampiamente ammirato dai contemporanei compreso Tartini. Come compositore non godeva di grande fama e produsse solo una manciata di composizioni, nessuna mai pubblicata. Tutti i suoi lavori, in particolare i concerti, rifletto una buona tecnica compositiva e contengono dei passaggi pieni di grazia, ma nella forma risultano essere convenzionali e in genere assai stereotipati. I primi lavori e quelli intermedi seguono il modello di Tartini, mentre gli ultimi si rifanno a uno stile più moderno.

## Composizioni
- 3 concerti per violino solista, 2 violini, viola e basso
- 5 duetti per 2 violini
- 2 sonate per violino e basso
- Concerto per violino e archi